# Tkliwość (film)
Tkliwość (ros. Нежность) – radziecki film obyczajowy z 1967 roku w reżyserii debiutanta Eljora Iszmuchamedowa. Składający się z trzech lirycznych nowel obraz stanowił pracę dyplomową tego uzbeckiego twórcy. Wyprodukowany został przez największe i najstarsze studio filmowe w Uzbekistanie „Uzbekfilm”, które powstało w Taszkencie w 1925 roku.

## Opis fabuły
Fabuła filmu zbudowana jest wokół tematu dorastania, dojrzewania i pierwszej miłości. Akcja filmu rozgrywa się w Taszkencie.
Film składa się z trzech nowel, opowiadających o młodych ludziach, których łączy pokrewieństwo, przyjaźń i miłość. Pierwsza nowela „Sandżar”, nosi imię głównego bohatera. Akcja drugiej noweli pod tytułem „Lena” rozgrywa się w starej uzbeckiej wsi, na stepie. Trzecia nowela pod tytułem „Mamura” opowiada o miłości młodej dziewczyny wobec Timura.

## Główne role
- Maria Sternikowa – Lena
- Rodion Nachapetow – Timur
- Rowszan Agzamow – Sandżar
- Madina Machmudowa – Mamura

## Historia powstania filmu
W czasie pierwszych dni zdjęciowych, kręcenie filmu zostało przerwane przez trzęsienie ziemi w Taszkencie 26 kwietnia 1966 roku. Zniszczeniu uległo wiele ulic Starego Miasta. W rezultacie niektóre z planów kręconych przed tym wydarzeniem musiały zostać zmienione.